# Eduardo Rosales
Eduardo Rosales Gallinas (Madrid, 4 de noviembre de 1836-Madrid, 13 de septiembre de 1873) fue un pintor purista español.

## Biografía
Hijo segundo de un modesto funcionario, estudió en las escuelas Pías de San Antón. Ingresó en 1851 en la Real Academia de Bellas Artes de San Fernando, donde fue alumno de Federico Madrazo.
Llegó a Roma en octubre de 1857 por sus propios medios y sin ayuda oficial, aunque más tarde conseguiría que le concedieran una pensión extraordinaria. Se unió al grupo de pintores españoles que se reunían en el Antico Caffè Greco (Casado del Alisal, Dióscoro Puebla, Fortuny). Allí comenzó a asociarse con los círculos puristas nazarenos, pero pronto abandonó esa tendencia, en la que hizo su primera obra de importancia, Tobías y el ángel. A continuación se interesó por un estilo más realista, en el que realizó su gran obra maestra, Doña Isabel la Católica dictando su testamento, conservada en el Museo del Prado. Acudió con ella a la Exposición Universal de París de 1867 y luego volvió a Roma, a donde le llegó un telegrama de sus amigos, el paisajista Martín Rico y Raimundo de Madrazo, dándole la noticia del éxito alcanzado por su cuadro: primera medalla de oro para extranjeros. Le concedieron también la Legión de honor.
Se casó en 1868 con su prima Maximina Martínez Pedrosa y tuvo dos hijas: a la mayor, Eloísa, muerta al poco tiempo de nacer, puede vérsela en el cuadro Primeros pasos, mientras Carlota también se dedicaría a la pintura. En busca de mejorar su salud, pues estaba enfermo de tuberculosis, pasaba temporadas en Panticosa. En 1869 regresa definitivamente de Roma y pone estudio en Madrid. Las duras críticas que recibió su obra La muerte de Lucrecia (1871) lo desanimaron y no volvió a pintar cuadros de gran formato.
En 1872, buscando un mejor clima para su afectada salud, se trasladó a Murcia. Al proclamarse la Primera República española, le ofrecieron diversos cargos, como director del Museo del Prado o de la Academia de España en Roma, que no pudo aceptar debido a su mal estado de salud. Murió en su casa de la calle de Válgame Dios n.º 3, en Madrid, con apenas treinta y seis años de edad. Enterrado en el cementerio de San Martín, posteriormente sus restos fueron trasladados al Panteón de Hombres Ilustres de la Asociación de Escritores y Artistas Españoles, en la Sacramental de San Justo.

## Obra

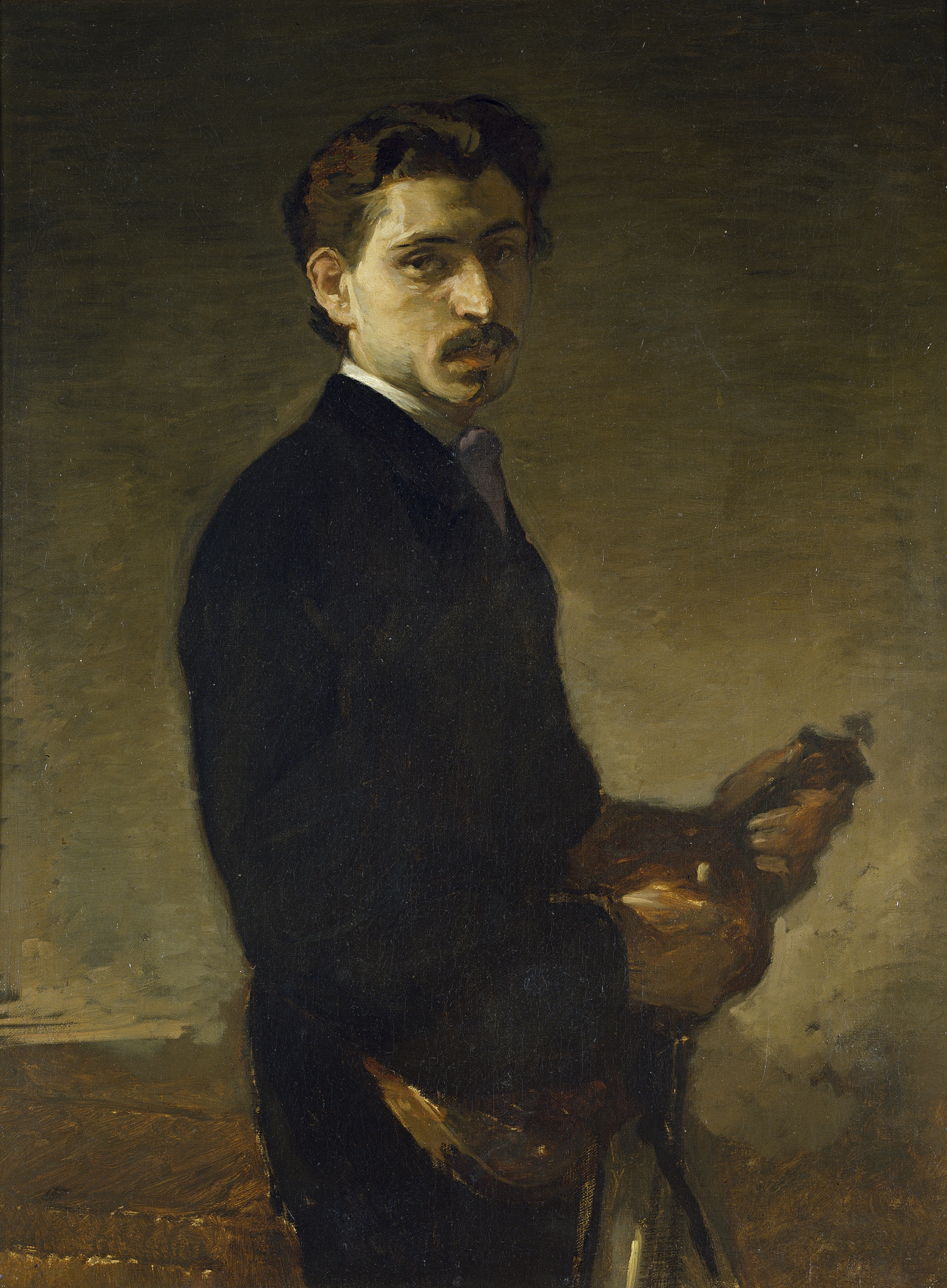
El violinista Ettore Pinelli, óleo sobre lienzo, 100 x 75 cm, Museo del Prado, 1869.

Pintó acuarelas, dibujos y numerosos retratos. Su obra más conocida es la de temática histórica. Sus primeras obras son más bien puristas, aunque posteriormente desarrolló una pintura más personal, con una pincelada suelta y abocetada, inspirada en la obra de Velázquez, tal y como reconocieron pronto sus primeros críticos.
- Tobías y el ángel, inacabado, Museo del Prado.
- Ciociara (o Pascuccia), Museo del Prado (c.1862).[4]
- Angelo, Museo Nacional de Artes Visuales, Montevideo, Uruguay (1863). Esta obra se consideró durante muchos años ilocalizada.[5]
- Nena (1862), mención especial en la Exposición Nacional de 1863, en colección particular.
- Doña Isabel la Católica dictando su testamento, Museo del Prado, primera medalla en la Exposición Nacional de 1864. Es su primer gran cuadro, su obra más conocida, en la que invirtió más de un año y medio.
- La muerte de Lucrecia, Museo del Prado, es su segundo gran cuadro histórico, cuya realización le llevó tres años. Presentada a la Exposición Nacional de 1871, obtuvo primera medalla.
- Doña Blanca de Navarra entregada al captal de Buch, Museo del Prado.
- Mujer saliendo del baño, Museo del Prado (c.1869).
- Retrato del violinista Pinelli, Museo del Prado (1869).
- Retrato de Conchita Serrano (La condesa de Santovenia), hija del general Serrano, Museo del Prado (1871).
- Episodio de la Batalla de Tetuán, Museo del Prado (1868).
- Presentación de don Juan de Austria al emperador Carlos V, en Yuste, Museo del Prado (1869).
- Ofelia, Museo del Prado.
- Mujer desnuda dormida, Museo Nacional de Bellas Artes de Buenos Aires (1861).

En 1922, fue inaugurada, en homenaje a este pintor, una gran estatua, esculpida por Mateo Inurria, en el paseo de Eduardo Rosales, en Madrid. En 1973, el Museo del Prado le dedicó la primera exposición antológica dedicada por esa importante institución a un pintor español del siglo XIX.

## Galería

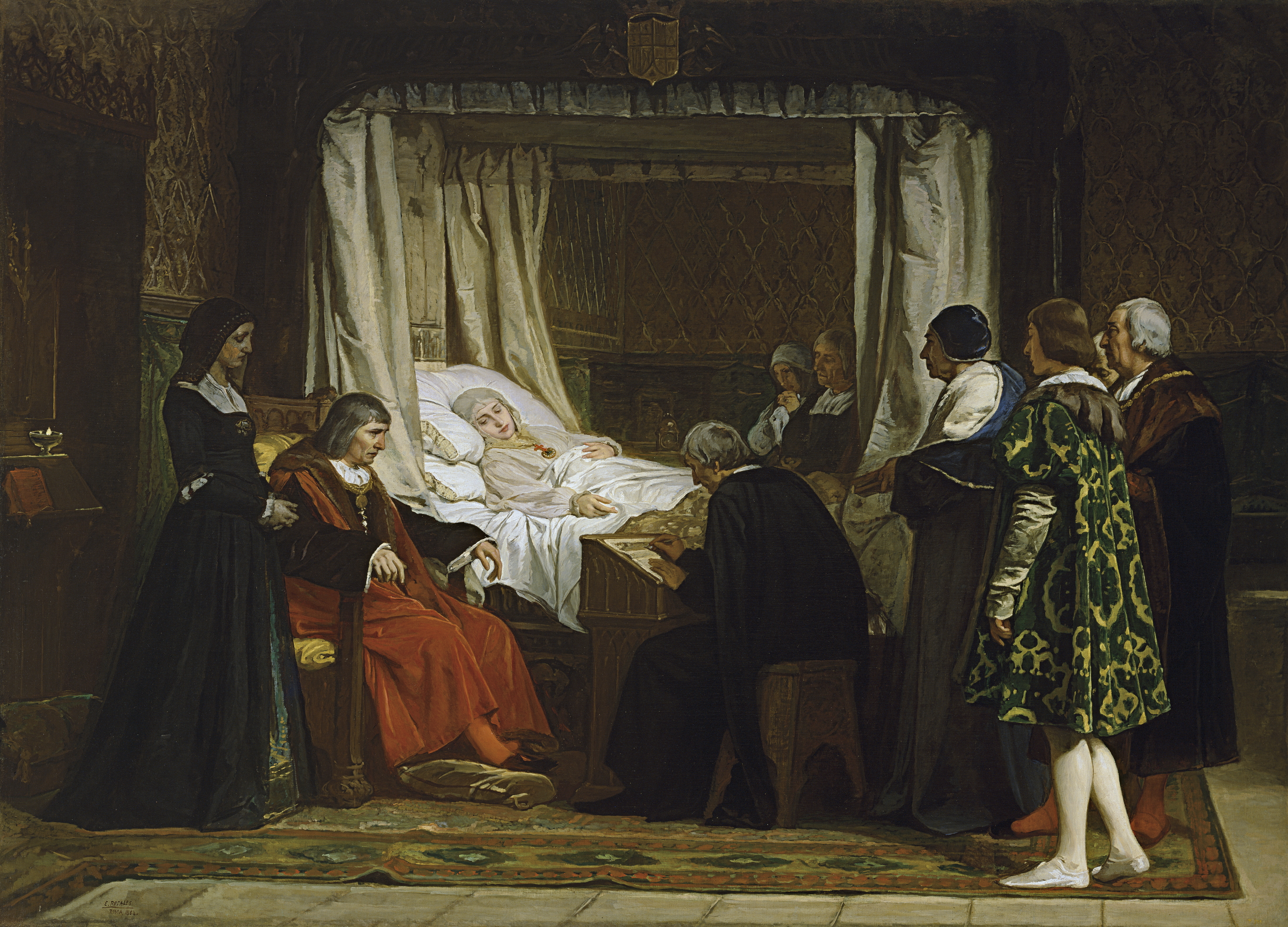
Doña Isabel la Católica dictando su testamento, 1864, Museo del Prado.
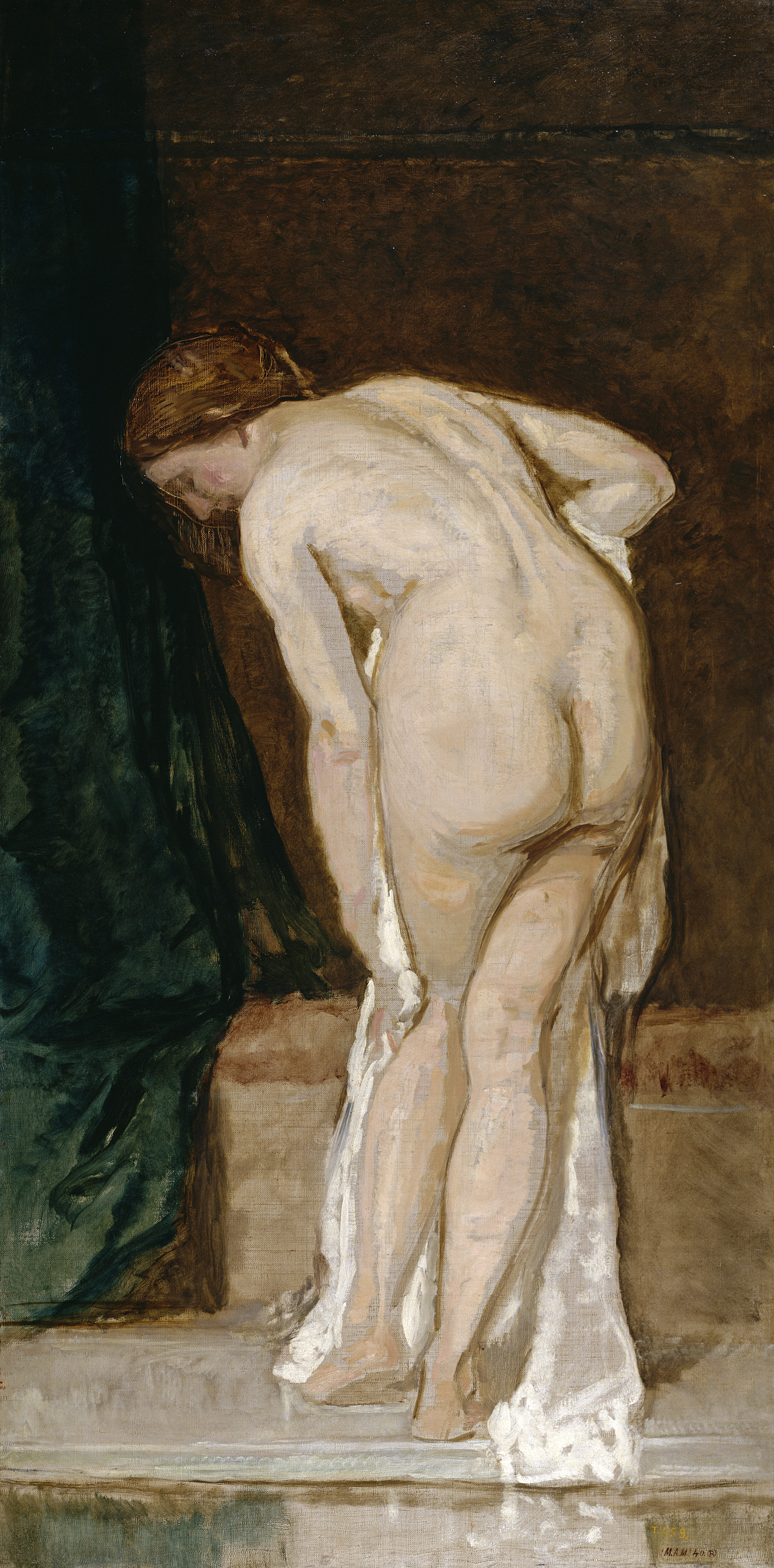
Mujer al salir del baño, hacia 1869, Museo del Prado.
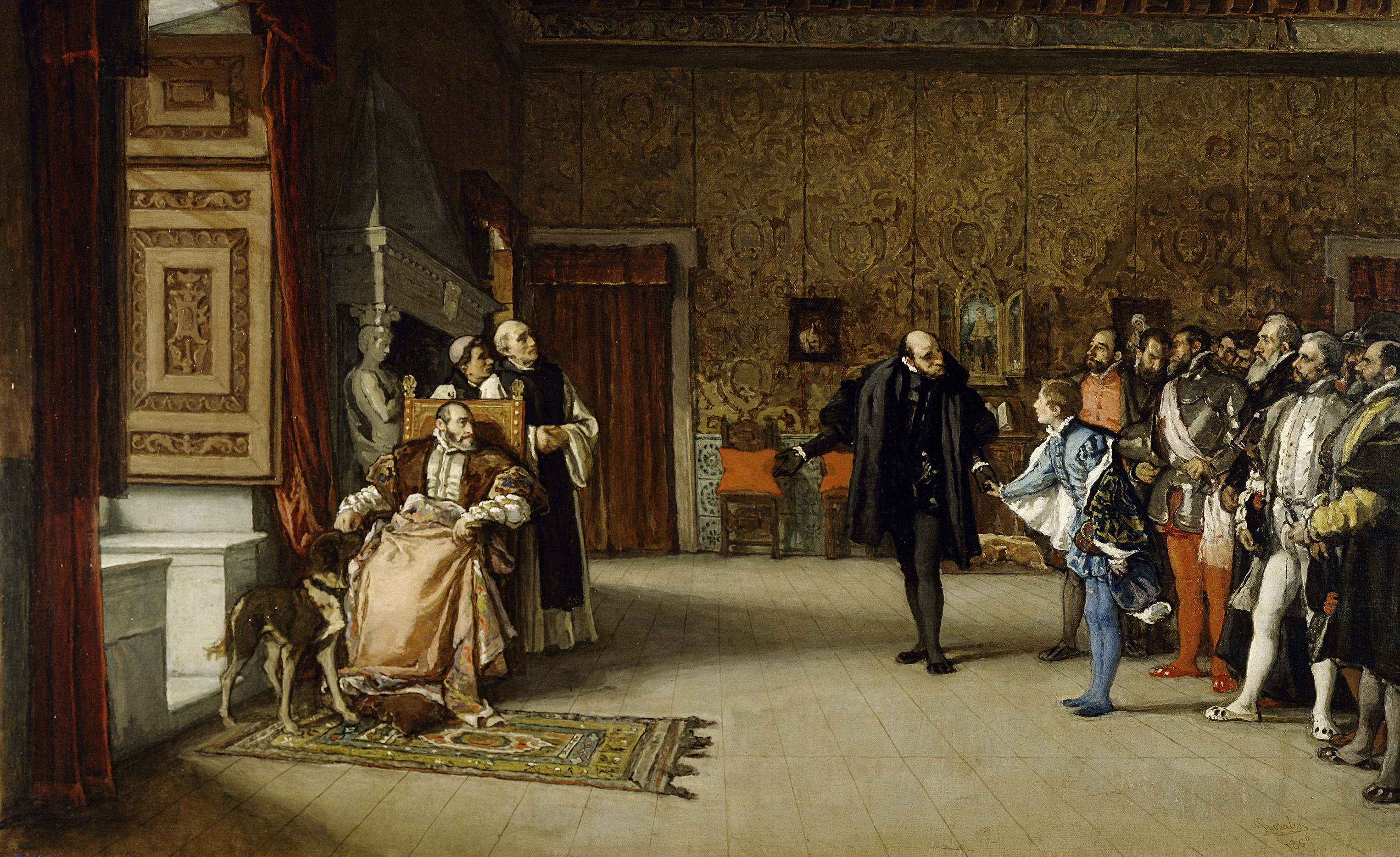
Presentación de don Juan de Austria al emperador Carlos V, en Yuste, 1869, Museo del Prado.
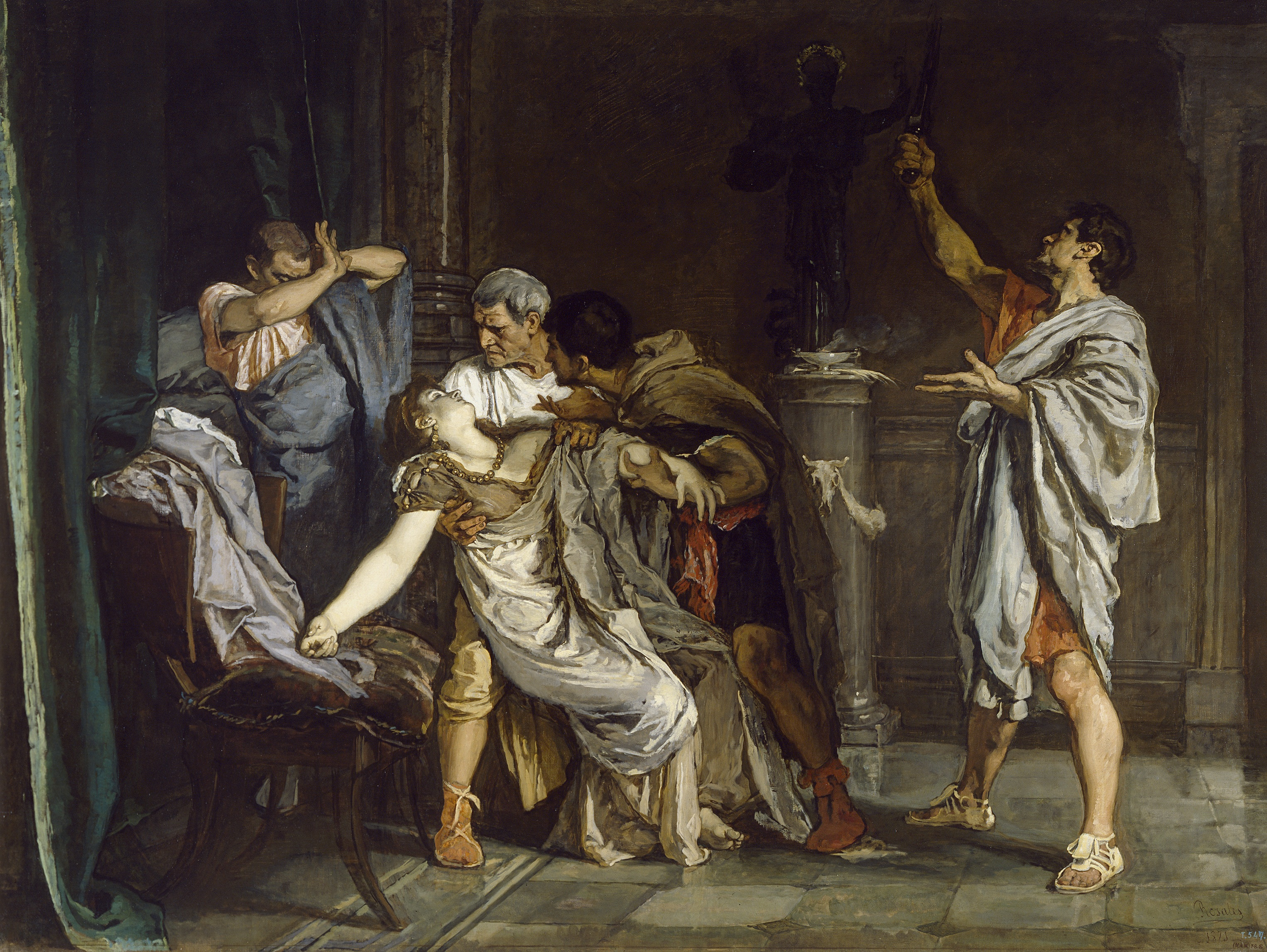
La muerte de Lucrecia, 1871, Museo del Prado.
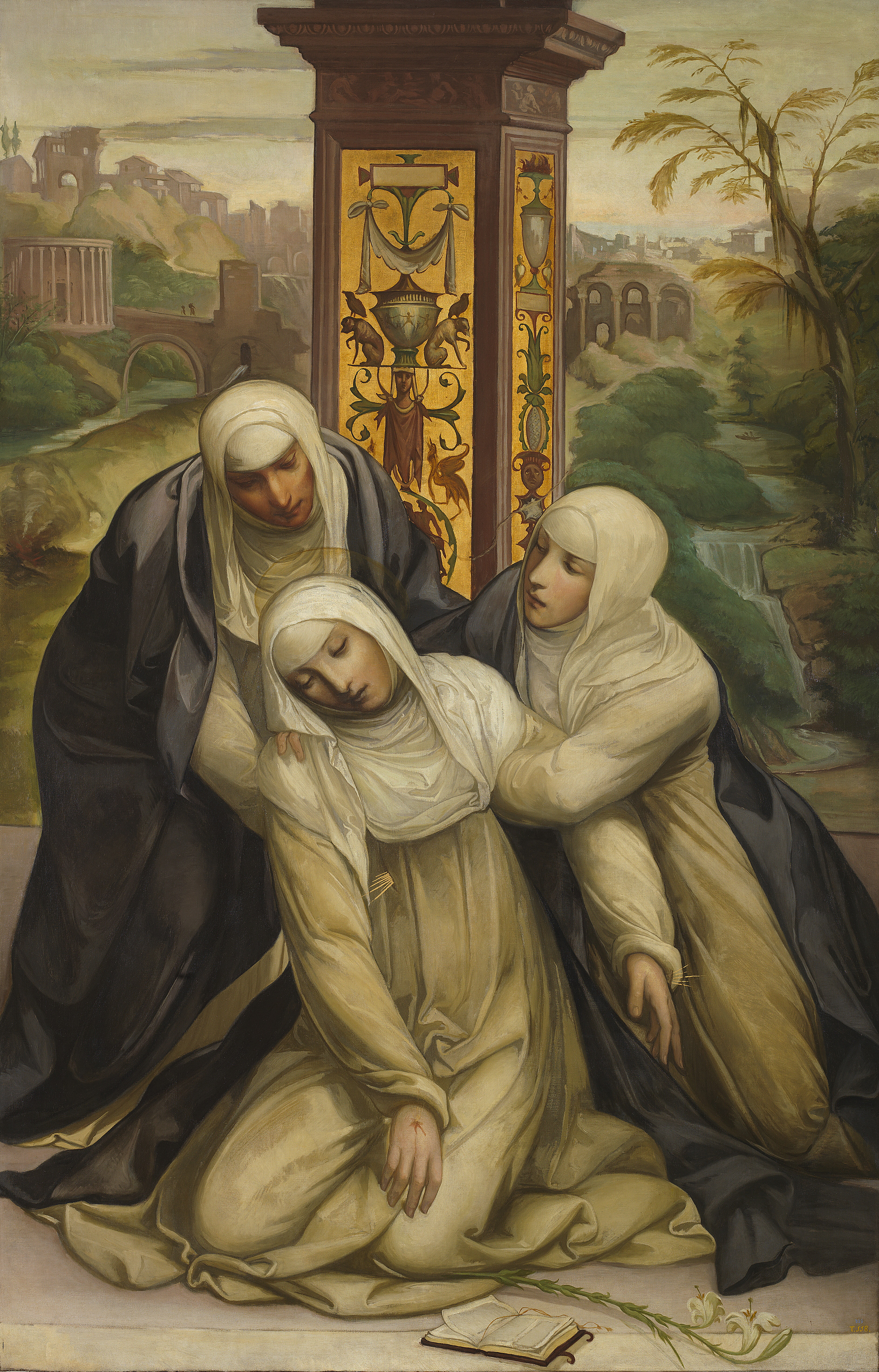
Estigmatización de Santa Catalina de Siena, 1862 (copia de Il Sodoma), Museo del Prado.
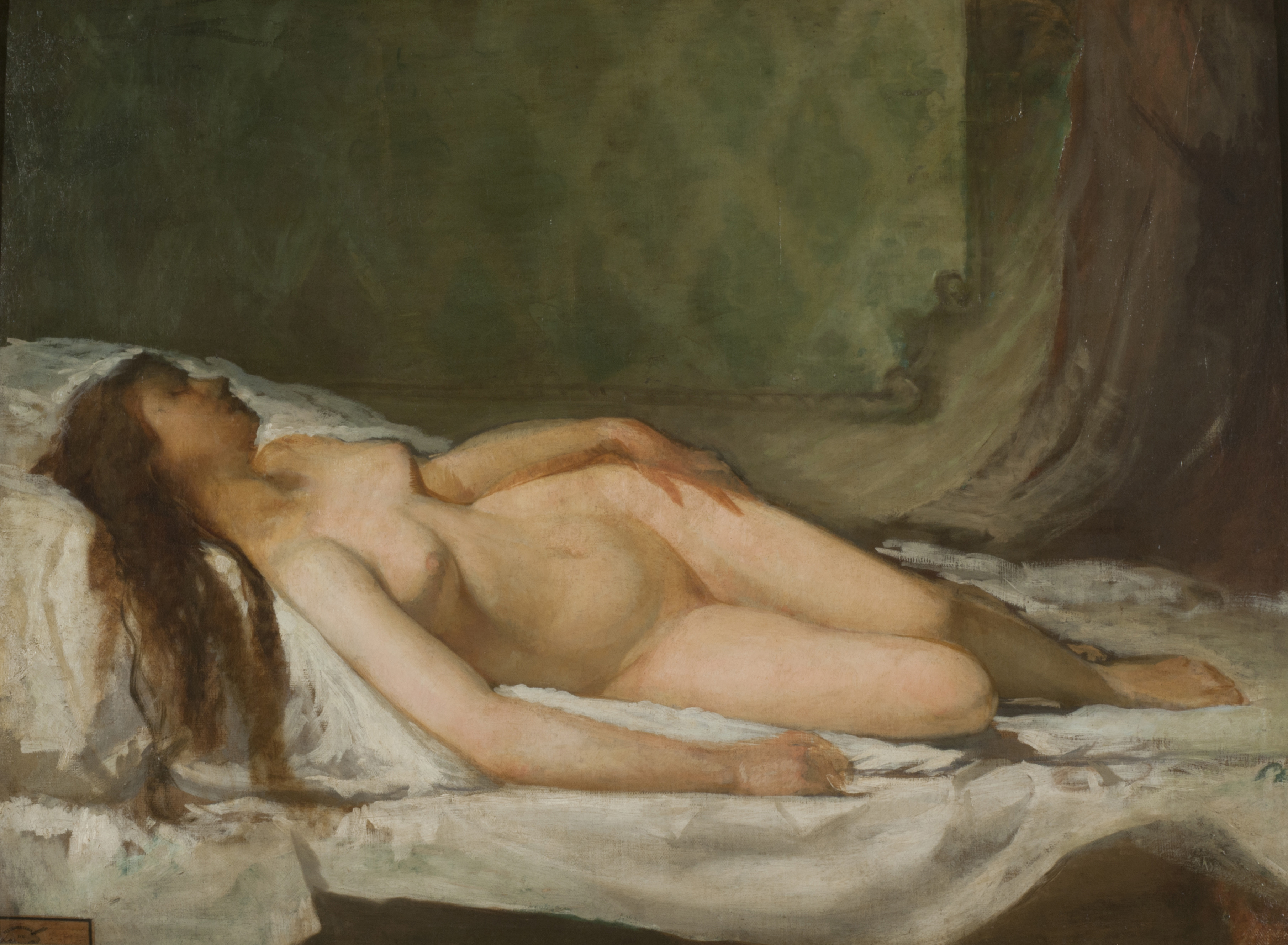
Mujer desnuda dormida, 1861, Museo Nacional de Bellas Artes, Buenos Aires.
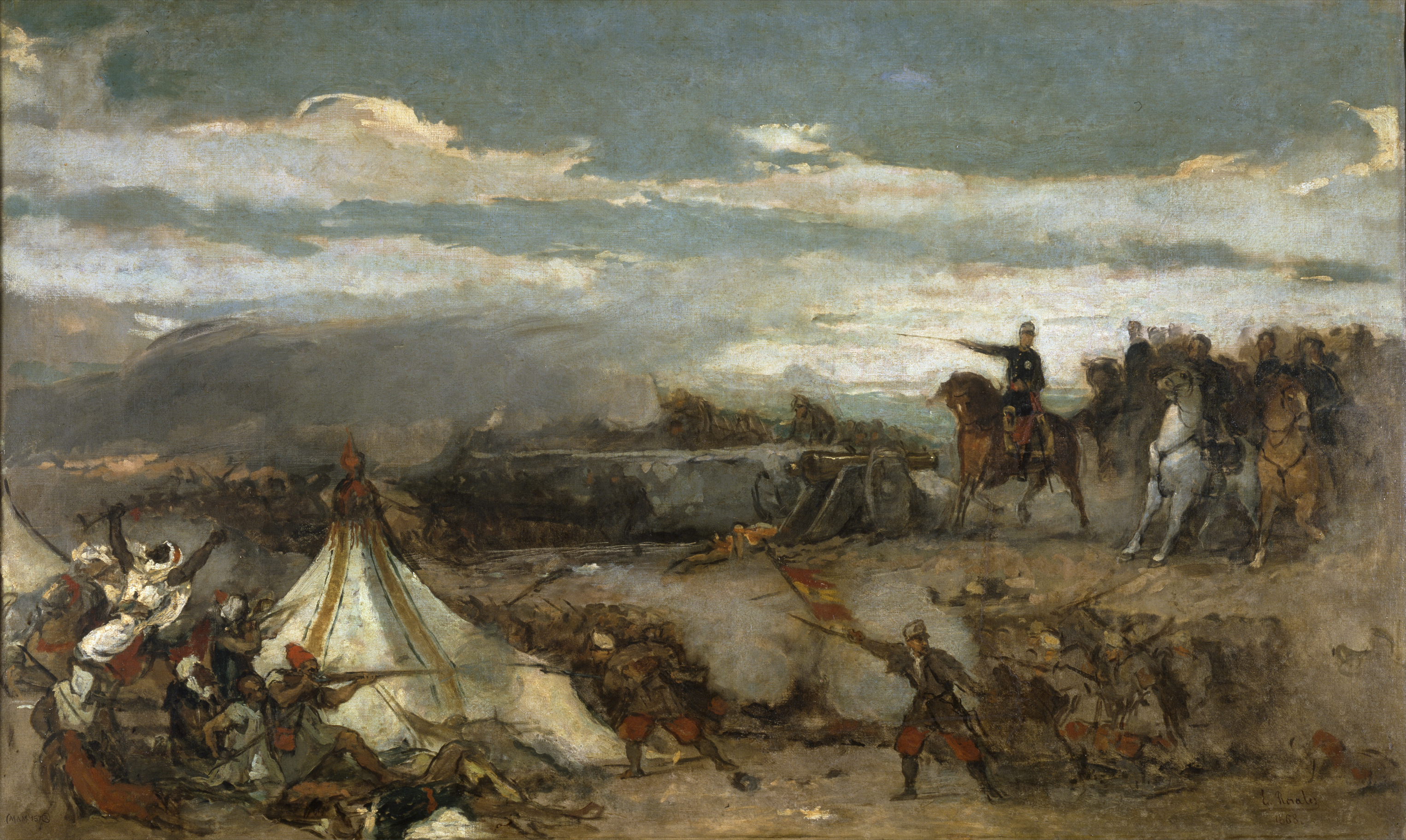
Episodio de la Batalla de Tetuán, 1868, Museo del Prado.
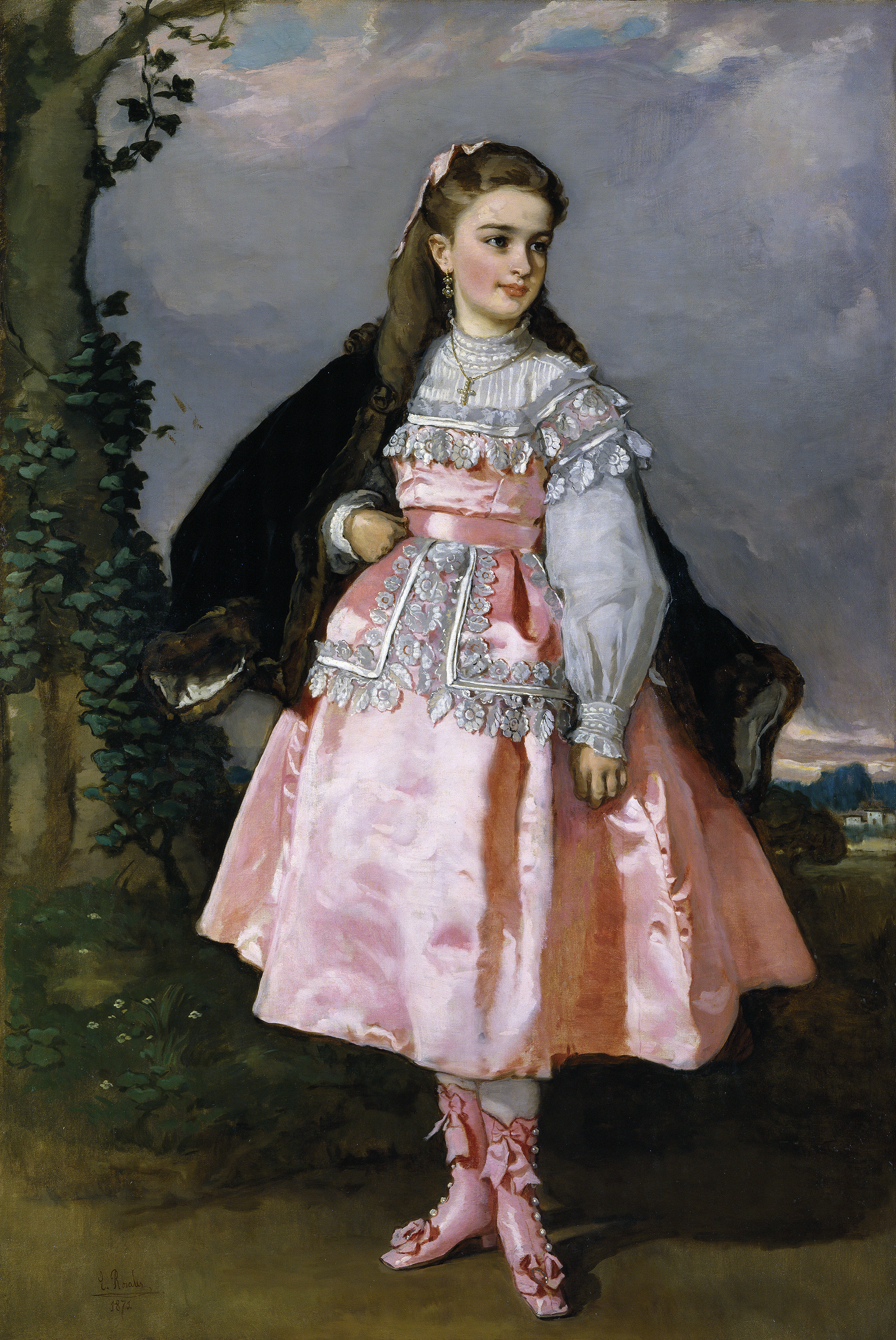
Concepción Serrano, después condesa de Santovenia, 1871, Museo del Prado.